# Fort Sint-Angelo

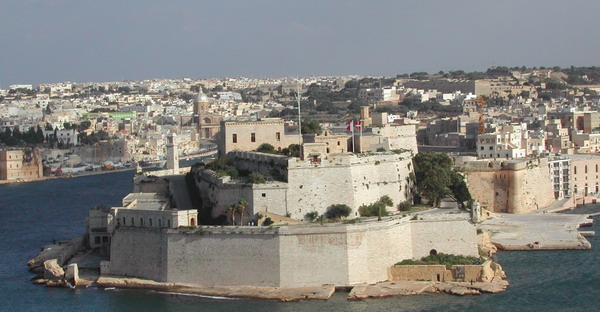
Fort Sint-Angelo gezien vanaf de Barakka Tuinen in Valletta.

Fort Sint-Angelo is een fort in de plaats Birgu op Malta en het maakt deel uit van de vele vestingwerken die de Orde van Malta heeft gebouwd rond de Grand Harbour samen met Fort Sint-Elmo en Fort Sint-Michael.

## Geschiedenis
De historie van het gebied waar het fort staat is onzeker waarschijnlijk gaat haar historie terug tot aan de tijd van de Romeinen. Er zijn wel sporen teruggevonden van een toren uit de 11e eeuw toen Malta nog in handen was van de Arabieren. Vanaf de 14e eeuw maakte het eiland deel uit van het Koninkrijk Aragon en stond het fort bekend als: Castello a mare' (Kasteel aan zee).
Toen de Orde van Malta arriveerde op het eiland in 1530 namen zij hun intrek in de plaats Birgu en Fort Sint-Angelo werd de zetel van de grootmeester. De eerste grootmeesters van de Orde werden dan ook in het fort begraven. Hun restanten werden na de bouw van de Sint-Janscokathedraal aldaar ondergebracht. De ridders bouwden de bestaande fortificatie verder uit tot de vesting die tijdens het beleg van Malta in 1565 dienstdeed. Na het beleg begon de Orde aan de bouw van een nieuwe hoofdstad en verdween het hoofd van de Orde naar Valletta. De laatste maal dat de ridders het fort verstevigden was in de jaren 1780. De Zuid-Nederlander en hoofdingenieur van het Spaanse vicekoninkrijk Sicilië Carlos de Grünenbergh leidde de werken. Zijn wapenschild bevindt zich boven de toegangspoort.
Gedurende de periode dat de Britten op Malta waren deed het fort dienst als militair terrein.

## Heden
Tegenwoordig zijn enkele delen van het fort in bruikleen bij de Orde van Malta. Een ander gedeelte van het fort herbergt een maritiem museum en is commercieel ontwikkeld. In 2011 is begonnen met de restauratie van het fort.